# Оле-Јохан Дал
Оле-Јохан Дал (норв. Ole-Johan Dahl; Мандал, 12. октобар 1931 — Аскер, 29. јун 2002) био је норвешки научник из области рачунарства који се сматра оцем прогрмаског језика Симула и објектно-оријентисаног програмирања. Он је 2001. године, заједно са Кристеном Нигардом, добио Тјурингову награду.